# Livry-Gargan
Livry-Gargan és un municipi francès, situat al departament de Sena Saint-Denis i a la regió de l'Illa de França. L'any 1999 tenia 37.288 habitants.
Forma part del cantó de Livry-Gargan i del districte de Le Raincy. I des del 2016, de la divisió Grand Paris - Grand Est de la Metròpoli del Gran París.